# Antwerp Port Epic 2024
L'Antwerp Port Epic 2024, settima edizione della corsa e valida come prova dell'UCI Europe Tour 2024 categoria 1.1, si svolse il 19 maggio 2024 su un percorso di 177,9 km, con partenza e arrivo ad Anversa, in Belgio. La vittoria fu appannaggio del norvegese Alexander Kristoff, il quale completò il percorso in 4h01'45", alla media di 44,153 km/h, precedendo il francese Emilien Jeannière e l'israeliano Oded Kogut.
Sul traguardo di Anversa 101 ciclisti, dei 163 partiti dalla medesima località, portarono a termine la competizione.

## Squadre e corridori partecipanti
| N.      | Cod. | Squadra                 |
| ------- | ---- | ----------------------- |
| 1-7     | ADC  | Alpecin-Deceuninck      |
| 11-17   | ARK  | Arkéa-B&B Hotels        |
| 21-27   | IWA  | Intermarché-Wanty       |
| 31-37   | TVL  | Team Visma-Lease a Bike |
| 41-47   | BWB  | Bingoal WB              |
| 51-57   | CJR  | Caja Rural-Seguros RGA  |
| 61-67   | EKP  | Equipo Kern Pharma      |
| 71-77   | LTD  | Lotto Dstny             |
| 81-87   | TDT  | TDT-Unibet Cycling Team |
| 91-97   | TFB  | Team Flanders-Baloise   |
| 101-107 | TEN  | TotalEnergies           |
| 111-117 | UXM  | Uno-X Mobility          |

| N.      | Cod. | Squadra                          |
| ------- | ---- | -------------------------------- |
| 121-127 | BTL  | Baloise Trek Lions               |
| 131-137 | DHM  | Deschacht-Group Hens             |
| 171-177 | GSH  | Airtox-Carl Ras                  |
| 151-157 | BCY  | Beat Cycling Team                |
| 161-167 | ICA  | Israel Premier Tech Academy      |
| 171-177 | MCT  | MyVelo Pro Cycling Team          |
| 181-187 | NST  | Novapor Speedbike Team           |
| 191-196 | SVL  | REMBE Pro Cycling Team Sauerland |
| 201-207 | TIS  | Tarteletto-Isorex                |
| 211-217 | TCQ  | Team ColoQuick                   |
| 221-227 | LKH  | Team Lotto Kern-Haus PSD Bank    |
| 231-237 | VWE  | VolkerWessels Cycling Team       |

## Ordine d'arrivo (Top 10)
| Pos. | Corridore          | Squadra       | Tempo    |
| ---- | ------------------ | ------------- | -------- |
| 1    | Alexander Kristoff | Uno-X         | 4h01'45" |
| 2    | E. Jeannière       | TotalEnergies | s.t.     |
| 3    | Oded Kogut         | Israel        | s.t.     |
| 4    | Arnaud De Lie      | Lotto         | s.t.     |
| 5    | Per Strand Hagenes | Visma         | s.t.     |
| 6    | Sandy Dujardin     | TotalEnergies | s.t.     |
| 7    | Francisco Galván   | Kern          | s.t.     |
| 8    | Lander Loockx      | TDT           | s.t.     |
| 9    | Biniam Girmay      | Intermarché   | s.t.     |
| 10   | Florian Sénéchal   | Arkéa         | s.t.     |